# ورزشگاه میتسوزاوا
ورزشگاه میتسوزاوا (به لاتین: NHK Spring Mitsuzawa Football Stadium) یک ورزشگاه فوتبال در شهر یوکوهاما کشور ژاپن است که در سال ۱۹۵۵ با ظرفیت ۱۵,۴۵۴ نفر ساخته شده است.
این ورزشگاه میزبان بازی رفت فینال جام باشگاه‌های آسیا ۹۰–۱۹۸۹ بوده است.